# SoundTracker

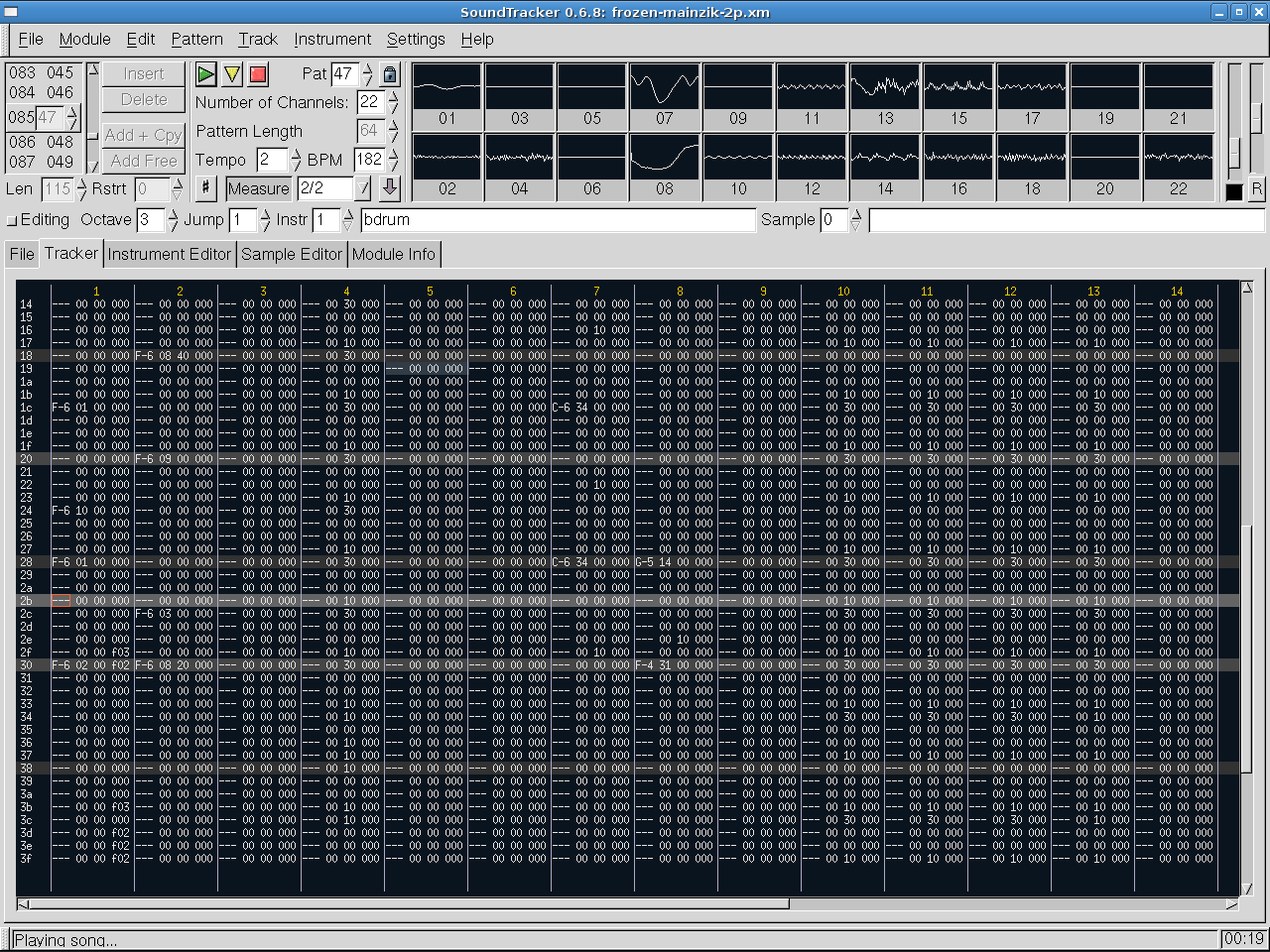
Hauptbildschirm des Soundtrackers v0.6.8

SoundTracker ist ein freies, GPL-lizenziertes Musikprogramm vom Typ Tracker, geschrieben von Michael Krause und lauffähig unter GNU/Linux, BSD, macOS, SunOS und IRIX. Es existieren auch Vorleistungen für einen Windows-Port.
SoundTracker ersetzt die Funktionalität des DOS-Programms Fasttracker II (technische Details siehe dort), die Benutzeroberfläche ist jedoch deutlich übersichtlicher. Die Abspielroutinen wurden vom Open Cubic Player übernommen.
SoundTracker, Schism Tracker und CheeseTracker sind die für unixoiden Plattformen bedeutende Tracker, siehe auch Liste von Trackern.
Die letzte offizielle Version benötigt GTK+ 1.2, welches in den meisten Linux-Distributionen nicht mehr verfügbar ist. Es existiert ein inoffizieller GTK-2-Port, dessen GUI-Animationen jedoch aufgrund der Ineffizienz von GTK 2 extrem viel Rechenzeit fressen.